# Franck Lepage
Pour les articles homonymes, voir Lepage.
Franck Lepage, né à Paris le 17 novembre 1954, est un militant de l'éducation populaire, notamment connu pour avoir créé le concept de « conférences gesticulées ».
Il a été jusqu'en 2000 directeur des programmes à la Fédération française des Maisons des jeunes et de la culture et chargé de recherche associé à l’Institut national de la jeunesse et de l'éducation populaire. En 2007, il a été l'un des fondateurs de la coopérative d'éducation populaire Le Pavé (dissoute en 2014). Il crée une première « conférence gesticulée » en 2006, un spectacle mêlant des éléments autobiographiques de son expérience professionnelle et des références académiques (en sociologie notamment), lui permettant de développer une vision critique du rôle de la culture institutionnelle. Il réitère le principe en 2010 avec un nouveau spectacle de « conférence gesticulée » ayant pour thème l'enseignement et l'éducation,. Par la suite, il accompagne d'autres personnes au sein de coopératives d'éducation populaires, traitant de divers thèmes liant expérience personnelle et analyse critique dans des « conférences gesticulées ».

## Biographie

### Famille
La mère de Franck Lepage est une immigrée russe ; il grandit avec son frère cadet Cédric, en HLM, dans une cité à Bagneux, dans le département des Hauts-de-Seine.

### Formation
Après être entré à l'Institut d'études politiques de Paris et en études chinoises à l'Institut national des langues et civilisations orientales, il étudie le droit, puis se tourne vers la pédagogie. Il se détourne de l'animation pour le théâtre en 1980 et entame des études théâtrales à l'Université Paris-VIII (Vincennes à Saint-Denis).

## Parcours professionnel

### Animation et institutions culturelles
Instituteur en classe de transition en Haute-Savoie en 1974, il découvre l'animation en 1975 et intègre les départements Animation socioculturelle et Sciences de l'éducation au Centre universitaire expérimental de Vincennes — dit Faculté libre et ouverte de Vincennes (Paris 8) — en 1977. L'animation y est présentée comme pratique de « la remise en cause de toutes les institutions du capitalisme ».
Il fonde sa compagnie en 1985. Il intègre la Fédération française des Maisons des jeunes et de la culture en 1988 en tant que directeur chargé du développement culturel et entend parler pour la première fois de l'éducation populaire, sans que personne puisse lui proposer une définition convaincante de cette notion.
C'est en essayant de porter la question culturelle des MJC auprès du ministère de la Culture qu'il explore la violence de la séparation symbolique culture/socio-culture en France. Il entreprend alors, avec quelques autres, de théoriser l'éducation populaire comme « travail de la culture dans la transformation sociale et politique » et anime une dynamique de recherche à la FFMJC. À la faveur d'une étude pour le ministère de la Jeunesse et des Sports, il rencontre les fondateurs de la direction de l'Éducation populaire en 1994. Animateur de l'offre publique de réflexion sur l'éducation populaire, en 2000, il co-rédige un rapport ministériel qui tente de convaincre la ministre Marie-George Buffet d'engager une politique digne de ce nom. Il quitte la FFMJC et crée un spectacle sur l'éducation populaire, « Inculture(s) ». Il co-anime depuis 2003 une « offre civile de réflexion sur l'éducation populaire ».

### L'éducation populaire
En 2004 au théâtre des Carmes à Avignon, il présente son expérience d'animateur socioculturel et pose les bases de son futur spectacle.
En 2006, en évoquant la mémoire de Christiane Faure, il aborde de façon critique le rôle de la culture dans la société avec un spectacle intitulé Inculture(s) 1 - L'éducation populaire, monsieur, ils n'en ont pas voulu…[source insuffisante],, spectacle qui se présente dans une « conférence gesticulée », concept dont il est l'auteur et dans lequel il met en scène un discours sous la forme d'un spectacle,.
En 2007, il fonde avec cinq autres personnes la coopérative d'éducation populaire et de transformation sociale Le Pavé.
Ses « conférences gesticulées », dont le principe a ensuite été repris par d'autres personnes, notamment au sein de la coopérative Le Pavé, connaissent un succès croissant entre 2006 et 2014.
En 2010, sur le même dispositif mêlant conférence et one-man-show, Franck Lepage crée Inculture(s) - 2, dans lequel il traite du rôle de l'enseignement. Puis Inculture(s) 5 avec Gaël Tanguy, sur la protection sociale et les enjeux de la distinction entre le travail et l'emploi, à partir du travail théorique de Bernard Friot. Avec le réseau de coopératives d’éducation populaire La Grenaille, composé des coopératives Le Pavé à Rennes, L'orage à Grenoble, Le vent debout à Toulouse et L'engrenage à Tours, il accompagne la réalisation d'autres conférences gesticulées dans le cadre de formations organisées par ces coopératives. Près de 500 conférences gesticulées ont ainsi été réalisées de 2010 à fin 2019 autour de quelque vingt thématiques.
En 2012, il se définit comme militant politique : 
« Je suis militant politique, pas artiste. […] Artiste, c'est un statut social. Mais le système refuse de me voir comme un militant : sur Wikipédia, je suis « un humoriste français ». L'art, la culture détruisent la politique... ». Il est désormais désigné comme « militant » de l'éducation populaire,.
Il quitte la SCOP Le Pavé en avril 2012 pour se consacrer pleinement à l’accompagnement des conférences gesticulées au sein de La Grenaille, avant de réintégrer le réseau en 2014.
L'auto-dissolution du Pavé en décembre 2014 le voit cofonder une nouvelle structure d'éducation populaire politique baptisée « L'Ardeur » avec un groupe de conférenciers gesticulants radicaux. Elle voit le jour en 2015 et se concentre sur l'action avec les syndicats, la formation de nouvelles conférences gesticulées et l'édition d'outils militants.

## Prises de positions

### Art contemporain
Franck Lepage dénonce l'art contemporain, qu'il surnomme l'art comptant pour rien, sur deux axes d'attaque. Il le voit, premièrement, comme un idéal du capitalisme (créer de la valeur sans travail), qui plus est avec le triple soutien de l'État sous forme de promotion, de subventions, et de défiscalisation dans le cas de la France ; et deuxièmement comme une arme de la propagande capitaliste, généralisant la transgression pour mieux ignorer la subversion,.
En effet, beaucoup d’œuvres conceptuelles peuvent être reproduites à l'envi, peu importe l'endroit. Lepage prend l'exemple d’œuvres de Damien Hirst consistant à remplir des armoires à pharmacie de gélules plusieurs fois par jour qui peuvent ainsi facilement fournir un marché et des fonds spéculatifs (là où les œuvres des peintres ou sculpteurs classiques sont trop rares pour cela) et à qui des instances comme le ministère de la Culture donnent de la valeur en les achetant.
Se défendant d'une vision fasciste « anti-art », Lepage lie cet argument aux pressions qu'aurait effectuées la CIA en Europe pour promouvoir l'expressionnisme abstrait comme outil de propagande dans un contexte de Guerre froide, soutenant ce nouveau courant comme un exemple de créativité artistique face à la rigidité des régimes communistes,, là où Lepage voit plutôt une façon de promouvoir un art inoffensif et dépolitisé.

### Culture
Les relations entre éducation et culture sont les sujets premiers de ses œuvres les plus connues, les « conférences gesticulées » Inculture(s) - 1 et Inculture(s) - 2.
Il analyse la politique culturelle de la France sous un angle historique et sociologique. Faisant l'analyse que la culture promue par le ministère de la Culture est celle de l'élite dominante, il dénonce la démarche d'élever économiquement les pauvres par la culture.
Sous un autre angle, la culture serait devenue la nouvelle religion de la gauche, symbolisant une recherche esthétique ne pouvant être critiquée.
Il analyse que ces changements sont la conséquence de plusieurs évènements : en 1934, voulant prendre la tête du front des intellectuels antifascistes, le Parti communiste abandonne la notion de culture ouvrière et décide de considérer qu'il n'existe qu'une seule culture, universelle, qui a été confisquée par la bourgeoise, et qu'il faut rendre au peuple. Cela conduit dorénavant à définir la culture comme la culture de la bourgeoisie, qu'il faudrait « démocratiser ». Dans les années 1960, l'art, jusqu'alors soumis au jugement esthétique, devient création, terme réservé auparavant au domaine religieux, et devient incritiquable, car outil de la « liberté d'expression », associée à la notion de « démocratie ».

### Éducation populaire
La série de « conférences gesticulées » dont il est le fondateur a pour but de rétablir les véritables rôles de l'éducation populaire, « d’émancipation des personnes, d’expérimentation sociale et d’incitation à l’engagement politique dans les affaires de la cité »

### Langage
Il analyse avec humour une certaine récupération linguistique de la part des différentes élites à des fins politiques.
Avec le collectif l'Ardeur, il mène des ateliers de désintoxication du langage.

## Conférences gesticulées

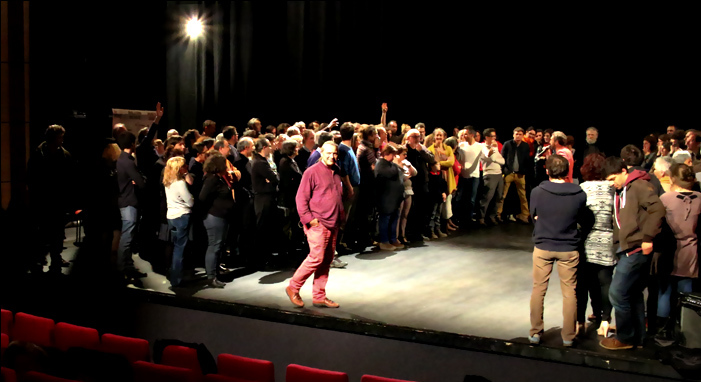
Franck Lepage en 2016, au cours d'une conférence gesticulée.

Les « conférences gesticulées » sont pensées comme un processus de formation et de politisation. Elles peuvent être suivies de séances d’échanges avec le public, au cours desquelles chacun peut s’exprimer sur sa propre expérience. Ce moment d’échange se transforme en séance appelée « Atelier de désintoxication de la langue de bois », qui peut aisément durer 2 ou 3 heures.
Comme processus de formation, « c’est tout sauf un cours magistral descendant ». Comme conférence, d'autres le considèrent comme des anti-conférences TED.
Les conférences proposées par la coopérative d’éducation populaire Scop LePavé, évoluent à chaque présentation, jusqu’à arriver à un résultat jugé satisfaisant pour être enregistrées[source insuffisante].
Ces conférences de la série initiale sont reprises depuis lors par d'autres conférenciers et d'autres thématiques ou contextes ont été développés[source insuffisante].
- Inculture(s) 1 : L'éducation populaire, monsieur, ils n'en ont pas voulu... (Franck Lepage)
- Inculture(s) 2 : Et si on empêchait les riches de s’instruire plus vite que les pauvres ? Une autre histoire de l'éducation (Franck Lepage)
- Inculture(s) 3 : Les incultes ou une autre histoire de l'engagement (SCOP Le Contrepied)
- Inculture(s) 4 : Le plein d’énergie : une autre histoire du militantisme, ou comment changer le monde, en toute humilité  (Anthony Brault)
- Inculture(s) 5 : Travailler moins pour gagner plus. ou l’impensé inouï du droit du travail... une autre histoire du travail et de la protection sociale| (Gaël Tanguy et Franck Lepage)
- Inculture(s) 6 : Derrière les grilles, le gorille (Huguette Abéguillé, Marie-Claude Penven, Jean-Yvon Prigent, Gabriel Mayol, Karen Ollivier, Franck Lepage, Anthony Pouliquen)[37]
- Inculture(s) 7 : Famille, je vous haime ? (Emmanuel Monfreux)
- Inculture(s) 8 : Water Causettes : une autre histoire de l’écologie, ou comment on s’est sorti les doigts du nombril (Anthony Brault et Samuel Lanoë)
- Inculture(s) 9 : Exploiter mieux pour gagner plus ! Une autre histoire du management et de la qualité (Alexia Morvan et Annaïg Mesnil)

## Controverses
Franck Lepage a été critiqué pour sa proximité avec Étienne Chouard, militant de la démocratie directe (en réalité le tirage au sort) ayant par ailleurs promu des auteurs complotistes et négationnistes dont Alain Soral. En 2014, Frank Lepage exprime son admiration pour le travail d'éducation populaire de son « ami cher » Étienne Chouard, tout en déplorant les liens postés par celui-ci vers Égalité et Réconciliation, le site d'Alain Soral, que Lepage estime être un adversaire dangereux. En janvier 2020, Franck Lepage et Étienne Chouard donnent une conférence commune.

## Publications

### Rapport
- Le travail de la culture dans la transformation sociale et politique, rapport ministériel pour Marie-George Buffet, 2001[1]

### Article
- De l’éducation populaire à la domestication par la « culture », Le Monde diplomatique, 2009[12]

### Ouvrage
- Éducation populaire, une utopie d'avenir, Les liens qui libèrent, 2012[41]

### Ouvrages collectifs
- Altergouvernement, Le Muscadier, 2012[42]
- L'éducation populaire, monsieur, ils n'en ont pas voulu… ou une autre histoire de la culture (Tome 1), Cerisier, 2007  (ISBN 978-2-87267-109-0)[43]
- Participation au Livre noir de l'animation socioculturelle, L'Harmattan, 2005

### Entretiens
- [vidéo] Il faut supprimer les notes à l'école, Ce soir (ou jamais !), 2014
- [radio] Le printemps français, Là-bas si j'y suis, 2012
- [radio] Pour une éducation populaire, Là-bas si j'y suis, 2010
- L’école fabrique des travailleurs adaptables et non des esprits critiques, Ballast, 2015

### Conférence gesticulée
- [vidéo] Bien lire une fiche de paye, Franck Lepage et Gaël Tanguy, 2013